# Chelsea Dagger
Chelsea Dagger è un singolo del gruppo musicale scozzese The Fratellis, pubblicato il 28 agosto 2006 come secondo estratto dal primo album in studio Costello Music.

## Descrizione
La canzone parla di un ragazzo che incontra una ragazza desiderosa di conquistarlo, tanto da chiedere a numerose persone informazioni sul suo conto. Inizialmente il ragazzo ne approfitta, ("Io stavo bene, lei era sexy, rubando tutto quello che aveva sono stato audace, lei era messa male
mi ha dato la roba, grazie cara, porta tua sorella qui, falla ballare con me giusto per il lato terrificante della cosa") ma finisce per essere colpito dalla sua spasimante, tanto da affermare che ella lascia un vuoto nei ragazzi dopo aver ballato con loro ed essere andata via.

## Tracce
1. The Fratellis – 3:37
2. Dirty Barry Stole the Bluebird – 4:05

## Successo commerciale
Il brano ha riscosso un buon successo di pubblico e di critica, contribuendo al 2º posto dell'album nelle classifiche di vendita.

## Nella cultura di massa
La canzone, in ambito videoludico, è stata inserita nella colonna sonora del videogioco Burnout Dominator.
Nel 2006 è stata inserita nella colonna sonora del film Notte prima degli esami - Oggi.
La canzone è stata utilizzata come sigla del programma di Rai 2 Scorie.
In ambito sportivo, è stata utilizzata per la prima volta dal Celtic, squadra per cui i membri dei Fratellis fanno il tifo, poi è stata adottata anche a Stamford Bridge dal Chelsea, dal Perth Glory, dal Montréal Impact, dal Cercle Bruges. Dal 2011 al 15 dicembre 2019 è stata usata per celebrare ogni gol della Juventus allo Juventus Stadium. Altri club che hanno usato la canzone allo stadio sono Sporting Lisbona e Wellington Phoenix.
Nell'ambito dell'hockey è stata usata dai Chicago Blackhawks per la prima volta nel 2008.
Nell'ambito delle freccette viene spesso usata in vari eventi della PDC